# Faustin Senghor
Faustin Senghor (Ziguinchor, 2 gennaio 1994) è un calciatore senegalese, difensore del Vardar.

## Carriera
Il 29 gennaio 2021 viene acquistato a titolo definitivo dalla squadra macedone dello Shkupi.

## Statistiche

### Presenze e reti nei club
Statistiche aggiornate al 18 agosto 2022.
| Stagione        | Squadra         | Campionato      | Campionato | Campionato | Coppe nazionali | Coppe nazionali | Coppe nazionali | Coppe continentali | Coppe continentali | Coppe continentali | Altre coppe | Altre coppe | Altre coppe | Totale | Totale |
| Stagione        | Squadra         | Comp            | Pres       | Reti       | Comp            | Pres            | Reti            | Comp               | Pres               | Reti               | Comp        | Pres        | Reti        | Pres   | Reti   |
| --------------- | --------------- | --------------- | ---------- | ---------- | --------------- | --------------- | --------------- | ------------------ | ------------------ | ------------------ | ----------- | ----------- | ----------- | ------ | ------ |
| 2018-feb. 2019  | Čelik Zenica    | PL              | 6          | 0          | CB              | 0               | 0               | -                  | -                  | -                  | -           | -           | -           | 6      | 0      |
| gen.-giu. 2021  | Shkupi          | PL              | 13         | 0          | CM              | 0               | 0               | -                  | -                  | -                  | -           | -           | -           | 13     | 0      |
| 2021-2022       | Shkupi          | PL              | 31         | 4          | CM              | 1               | 0               | UECL               | 4                  | 0                  | -           | -           | -           | 36     | 4      |
| 2022-2023       | Shkupi          | PL              | 1          | 0          | CM              | 0               | 0               | UCL+UEL+UECL       | 4+2+1              | 0                  | -           | -           | -           | 8      | 0      |
| Totale Shkupi   | Totale Shkupi   | Totale Shkupi   | 45         | 4          |                 | 1               | 0               |                    | 11                 | 0                  |             | -           | -           | 57     | 4      |
| Totale carriera | Totale carriera | Totale carriera | 51         | 4          |                 | 1               | 0               |                    | 11                 | 0                  |             | -           | -           | 63     | 4      |

## Palmarès

### Club

#### Competizioni nazionali
- Coppa del Senegal: 1

Casa Sports: 2021
- Campionato macedone: 1

Shkupi: 2021-2022
- Coppa di Macedonia: 1

Vardar: 2024-2025